# Halovelia
Halovelia is een geslacht van wantsen uit de familie beeklopers (Veliidae). Het geslacht werd voor het eerst wetenschappelijk beschreven door Bergroth in 1893 .

## Soorten
Het genus bevat de volgende soorten:

- Halovelia abdominalis Andersen, 1989
- Halovelia amphibia Bergroth, 1906
- Halovelia annemariae Andersen, 1989
- Halovelia bergrothi Esaki, 1926
- Halovelia carinata Lansbury, 1989
- Halovelia carolinensis Andersen, 1989
- Halovelia convexa Andersen, 1989
- Halovelia corallia Andersen, 1989
- Halovelia depressa Andersen, 1989
- Halovelia electrodominica Andersen & Poinar, 1998
- Halovelia esakii Andersen, 1989
- Halovelia fijiensis Andersen, 1989
- Halovelia fosteri Andersen, 1989
- Halovelia halophila Andersen, 1989
- Halovelia heron Andersen, 1989
- Halovelia hilli China, 1957
- Halovelia huniye J. Polhemus & D. Polhemus, 2006
- Halovelia inflexa Andersen, 1989
- Halovelia lannae Andersen, 1989
- Halovelia malaya Esaki, 1930
- Halovelia maritima Bergroth, 1893
- Halovelia mauricensis Andersen, 1989
- Halovelia misima J. Polhemus & D. Polhemus, 2006
- Halovelia nicobarensis Andersen, 1989
- Halovelia novoguinensis Andersen, 1989
- Halovelia pauliani Poisson, 1956
- Halovelia poissoni Andersen, 1989
- Halovelia polhemi Andersen, 1989
- Halovelia septentrionalis Esaki, 1926
- Halovelia seychellensis Andersen, 1989
- Halovelia sulawesi Andersen, 1989
- Halovelia sumaldei Zettel, 1998
- Halovelia tongaensis Andersen, 1989
- Halovelia wallacei Andersen, 1989